# Екмнезија
Екмнезија је тренутно, готово халуцинаторно оживљавање призора из прошлости које субјект доживљава као актуелне. Екмнезија спада у сложене синдроме карактеристичне за поремећај опажања, свести и памћења. Екмнезија није увек патолошка, већ њено клиничко одређивање зависи од контекста у коме се јавља. На пример, ако се појави због конзумирања халуциногене дроге, ова искуства се не би могла схватити као промене у памћењу. Понекад се термин екмнезија користи и за друге поремећаје памћења који нису увек повезани са халуцинацијама. Неки медицински речници дефинишу екмнезију као губитак недавних сећања, док други сматрају да се односи искључиво на далеку прошлост.

## Узроци
Учесталост екмнезије је веома ниска. Искуства овог типа су описана у случајевима повреда мозга, посебно различитих облика деменције, које утичу на ткиво нервног система и изазивају промене у свести, спознаји и памћењу.
Остале биолошке промене које су повезане са екмнезијом су делиријум или синдром конфузије, који се често јавља код хоспитализованих старијих људи, и стања свести типична за темпоралну епилепсију. Ове појаве карактерише промена свести која спречава да се околина правилно перципира.
Постоје различите врсте супстанци са халуциногеним ефектима које могу изазвати перцептивне промене сличне онима које су описане. Неке од најпознатијих халуциногених супстанци укључују печурке које садрже псилоцибин, мескалин и лизергинску киселину.
Психолошка литература такође повезује екмнезију са хистеријом, иако је ова дијагностичка категорија временом напуштена. У овим случајевима, вероватније је да је реминисценција последица аутосугестије, а не биолошких фактора, као што се дешава са лековима или оштећењем мозга.